# Karl Säre
Karl Säre, ros. Карл Яанович Сяре (ur. 2 lipca 1903 w Dorpacie, zm. 14 marca 1945 w KL Neuengamme) – estoński polityk komunistyczny, I sekretarz Komunistycznej Partii (bolszewików) Estonii (1940-41).

## Życiorys
Urodził się w biednej rodzinie pracowników tartuskiego browaru. W 1917 roku został członkiem SDPRR w Inflantach. Po przegranej rewolucji w krajach bałtyckich wyjechał do RFSRR, studiował w Piotrogrodzie, jednak studiów nie ukończył. W 1925 roku rozpoczął pracę dla OGPU, skierowano go m.in. do Chin, gdzie miał nawiązać kontakt z agentem Richardem Sorgem.
W 1927 roku przeszedł w Moskwie szkolenie na okoliczność późniejszej pracy w Estonii, w której organizował podziemną działalność komunistyczną – działał m.in. w Narwie. W latach trzydziestych był wysyłany przez radzieckie służby do USA i Skandynawii. W 1936 prawdopodobnie brał udział w zamordowaniu skonfliktowanego z Moskwą komunisty Johannesa Eltermanna w Kopenhadze.
Po ogłoszeniu przez rząd Estonii amnestii dla represjonowanych komunistów w maju 1938 roku otrzymał poprzez estońską ambasadę w Sztokholmie paszport, dzięki czemu mógł się ponownie osiedlić w kraju. Początkowo mieszkał na wyspie Hiuma, później Antsla, gdzie prowadził nielegalną działalność prosowiecką. Po włączeniu Estonii do ZSRR w 1940 został mianowany z rekomendacji Andrieja Żdanowa I sekretarzem Komunistycznej Partii (bolszewików) Estonii. Pod jego rządami przeprowadzono pierwszą masową deportację ludności estońskiej na Sybir – miało to miejsce w nocy z 13 na 14 czerwca 1941. Wywieziono wówczas ponad 10 tys. osób.
Po wybuchu wojny radziecko-niemieckiej Säre organizował w Estonii ruch partyzancki, jednak 3 września 1941 wpadł w ręce Wehrmachtu. Podczas śledztwa zdradził stronie niemieckiej dane dotyczące estońskich komunistów, partyzantów oraz sowieckich agentów w Europie. W 1942 został przetransportowany z tallińskiego więzienia do obozu koncentracyjnego w Sachsenhausen. W 1943 roku sądzono go w Kopenhadze w procesie o zabójstwo Eltermanna. Dalsze losy nieznane.
Karl Säre jest bohaterem powieści Einara Sandena Loojangul lahkume Tallinnast (wyd. Cardiff 1979). W czasach ZSRR wymienianie jego nazwiska aż do wczesnych lat siedemdziesiątych było zakazane.